# Kentucky Derby 1891
Kentucky Derby 1891 var den sjuttonde upplagan av Kentucky Derby. Löpet reds den 13 maj 1891 över 1,5 miles. Löpet vanns av Kingman som reds av Isaac Burns Murphy och tränades av Dudley Allen. Tiden 2:52,25 var den långsammaste segertiden i löpets historia.
Varje jockey var beordrad att hålla sig borta från ledningen fram till upploppet, vilket gjorde att alla fyra hästarna sprang jämsides hela vägen i väntan på att någon skulle göra ett drag. Detta resulterade i att fältet sprang en mile på 2:01, en mil och en kvart på 2:26 ¾ och avslutade löpet på 2:52.25.
Förstapriset i löpet var 4 550 dollar. Fyra hästar deltog i löpet.

## Resultat
| P | Häst         | Jockey                 | Tränare      | Land | Odds | Tid     |
| - | ------------ | ---------------------- | ------------ | ---- | ---- | ------- |
| 1 | Kingman      | Isaac Burns Murphy     | Dudley Allen | USA  | 1-2  | 2:52.25 |
| 2 | Balgowan     | Monk Overton           |              | USA  | 3-1  |         |
| 3 | High Tariff  | Robert "Tiny" Williams |              | USA  | 15-1 |         |
| 4 | Hart Wallace | Thomas Kiley           |              | USA  | 7-2  |         |